# نهر تمالا
نهر تمالا هو نهر في كاليدونيا الجديدة . تبلغ مساحته 352 كيلومترًا مربعًا. 

## أنظر أيضا
- قائمة أنهار كاليدونيا الجديدة